# Claviceps
Claviceps o ergot es un género de hongos ascomicetos de la familia Clavicipitaceae. Los hongos del género parasitan especies botánicas produciendo alcaloides indólicos que pueden resultar tóxicos para el ser humano y otros animales.

## Taxonomía
Claviceps fue descrito por el micólogo francés Louis René Tulasne y publicado en Annales des Sciences Naturelles Botanique  20: 43 en 1853.

### Especies
Catalogue of Life (versión 2020-04-16 Beta) lista a las siguientes 62 especies como válidas dentro del género:
- Claviceps africana Freder., Mantle & De Milliano 1991
- Claviceps amamiensis Tanda 1992
- Claviceps annulata Langdon 1942
- Claviceps arundinis Pažoutová & M.Kolařík 2015
- Claviceps balansioides Möller 1901
- Claviceps bothriochloae Tanda & Y. Muray. 1991
- Claviceps capensis Van der Linde, K.Pešicová & M.Kolařík 2015
- Claviceps caricina Griffiths 1902
- Claviceps chloridicola Pažoutová 2011
- Claviceps cinerea Griffiths 1901
- Claviceps citrina Pažoutová, Fučík., Leyva-Mir & Flieger 1998
- Claviceps clavispora Pažoutová & Odvody 2011
- Claviceps cynodontis Langdon 1954
- Claviceps cyperi Loveless 1967
- Claviceps deliquescens (Speg.) Hauman 1922
- Claviceps diadema (Möller) Diehl 1950
- Claviceps digitariae Hansf. 1941
- Claviceps eriochloae (Pažoutová & Odvody) M.Kolařík 2015
- Claviceps fimbristylidis Van der Linde, K.Pešicová & M.Kolařík 2015
- Claviceps flavella (Berk. & M.A. Curtis) Petch 1933
- Claviceps fusiformis Loveless 1967
- Claviceps gigantea S.F. Fuentes, Isla, Ullstrup & A.E. Rodr. 1964
- Claviceps glabra Langdon 1942
- Claviceps grohii J.W. Groves 1943
- Claviceps hirtella Langdon 1942
- Claviceps humidiphila Pažoutová & M.Kolařík 2015
- Claviceps imperatae Tanda & Kawat. 1976
- Claviceps inconspicua Langdon 1950
- Claviceps junci J. Adams 1907
- Claviceps langdonii Pažoutová & Odvody 2011
- Claviceps litoralis Kawat. 1946
- Claviceps loudetiae Pažoutová & Freder. 2011
- Claviceps lovelessii (Pažoutová, M.Kolarík & Freder.) M.Kolařík 2015
- Claviceps lutea Möller 1901
- Claviceps maximensis T. Theis 1952
- Claviceps microspora Tanda 1985
- Claviceps monticola Van der Linde, K.Pešicová & M.Kolařík 2015
- Claviceps nigricans Tul. 1853
- Claviceps orthocladae (Henn.) Diehl 1950
- Claviceps pallida (G. Winter) Henn. 1899
- Claviceps panicoidearum Tanda & Y. Harada 1989
- Claviceps paspali F. Stevens & J.G. Hall 1910
- Claviceps pazoutovae Van der Linde, K.Pešicová & M.Kolařík 2015
- Claviceps platytricha Langdon 1942
- Claviceps purpurea (Fr.) Tul. 1853
- Claviceps queenslandica Langdon 1954
- Claviceps ranunculoides Möller 1901
- Claviceps rhynchelytri Herd & Loveless 1965
- Claviceps rolfsii F. Stevens & J.G. Hall 1910
- Claviceps sesleriae Stäger 1906
- Claviceps setariicola Pažoutová & Odvody 2011
- Claviceps setariiphila Pažoutová 2011
- Claviceps sorghi B.G.P. Kulk., Seshadri & Hegde 1976
- Claviceps sorghicola Tsukib., Shiman. & T. Uematsu 1999
- Claviceps spartinae (R.A.Duncan & J.F.White) Pažoutová & M.Kolařík 2015
- Claviceps tenuispora Pažoutová, Odvody & Freder. 2011
- Claviceps texensis (Pažoutová & Odvody) M.Kolařík 2015
- Claviceps tripsaci F. Stevens & J.G. Hall 1910
- Claviceps truncatispora Pažoutová & Freder. 2011
- Claviceps viridis Padwick & Azmatullah 1943
- Claviceps yanagawensis Togashi 1936
- Claviceps zizaniae (Fyles) Pantidou ex Redhead, M.E. Corlett & M.N.L. Lefebvre 2009